# Sparisoma cretense
Sparisoma cretense е вид бодлоперка от семейство Scaridae. Видът не е застрашен от изчезване.

## Разпространение и местообитание
Разпространен е в Албания, Алжир, Гибралтар, Гърция, Египет, Западна Сахара, Израел, Испания (Канарски острови), Италия, Кабо Верде, Кипър, Либия, Ливан, Мавритания, Малта, Мароко, Португалия (Азорски острови и Мадейра), Сенегал, Сирия, Тунис, Турция и Франция.
Обитава крайбрежията на морета и рифове. Среща се на дълбочина от 20 до 40 m, при температура на водата от 19,8 до 24,7 °C и соленост 36 – 36,6 ‰.

## Описание
На дължина достигат до 50 cm.